# Фомін Василь Кузьмич
Василь Кузьмич Фомін (1896, селище Іжевський завод Сарапульського повіту Вятської губернії, тепер місто Іжевськ Удмуртії, Російська Федерація — розстріляний 10 лютого 1938, місто Москва, тепер Російська Федерація) — радянський державний і партійний діяч, відповідальний секретар Вотського (Удмуртського) обласного комітету РКП(б), 1-й секретар Обсько-Іртишського обласного комітету ВКП(б), голова виконавчого комітету Ярославської обласної ради. Член Центральної Контрольної Комісії РКП(б) у 1923—1924 роках. Член Центральної Ревізійної Комісії ВКП(б) у 1934—1937 роках.

## Життєпис
Народився в родині робітника-формувальника. У 1909 році закінчив трикласне училище при Іжевському заводі.
У лютому 1910 — березні 1911 року — учень слюсаря магазинно-коробочної майстерні на Іжевському збройному заводі.
У березні 1911 — травні 1917 року — слюсар інструментальної майстерні на Іжевському збройному заводі.
Член РСДРП(б) з березня 1917 року.
У травні — жовтні 1917 року — рядовий 16-ї роти 166-го запасного Сарапульського піхотного полку російської армії в місті Сарапулі Вятської губернії. З жовтня по листопад 1917 року сидів під арештом на гауптвахті Сарапульського піхотного полку за агітацію проти війни.
У листопаді 1917 — березні 1918 року — заступник голови Сарапульської ради Вятської губернії.
У березні — грудні 1918 року — рядовий 28-ї дивізії РСЧА та Іжевського партизанського загону в Сарапулі, Казані, Іжевську та на станції Агриз.
У грудні 1918 — травні 1919 року — член колегії Іжевського відділу народної освіти, редактор газети «Красное Прикамье».
У травні — липні 1919 року — голова Уржумського повітового комітету РКП(б) Вятської губернії.
У липні — жовтні 1919 року — завідувач організаційного відділу Іжевського міського районного комітету РКП(б).
У жовтні 1919 — грудні 1920 року — голова виконавчого комітету Сарапульської повітової ради.
У грудні 1920 — квітні 1921 року — завідувач організаційного відділу Вятського губернського комітету РКП(б).
У липні 1921 — серпні 1923 року — відповідальний секретар обласного комітету РКП(б) Вотської автономної області.
У листопаді 1923 — березні 1925 року — слухач курсів марксизму в Москві.
У квітні 1925 — вересні 1928 року — відповідальний секретар Сирдар'їнського губернського комітету ВКП(б) у місті Чимкенті.
У вересні 1928 — травні 1930 року — відповідальний секретар Семипалатинського окружного комітету ВКП(б) Казакської АРСР.
У травні — жовтні 1930 року — відповідальний секретар Петропавловського окружного комітету ВКП(б) Казакської АРСР.
У листопаді 1930 — лютому 1932 року — відповідальний інструктор ЦК ВКП(б).
У лютому 1932 — березні 1933 року — слухач історико-партійного Інституту червоної професури в Москві, закінчив перший курс.
У квітні 1933 — січні 1934 року — відповідальний інструктор ЦК ВКП(б).
У січні — грудні 1934 року — 1-й секретар Обсько-Іртишського обласного комітету ВКП(б) у місті Тюмені.
У грудні 1934 — 20 березня 1935 року — 2-й секретар Організаційного бюро ЦК ВКП(б) по Омській області. 24 березня 1935 — липень 1937 року — 2-й секретар Омського обласного комітету ВКП(б).
У липні — жовтні 1937 року — голова виконавчого комітету Ярославської обласної ради.
10 жовтня 1937 року заарештований органами НКВС. Засуджений Воєнною колегією Верховного суду СРСР 8 лютого 1938 року до страти, розстріляний 10 лютого 1938 року. Похований на полігоні «Комунарка» біля Москви.
28 квітня 1956 року реабілітований, 2 червня 1956 року посмертно відновлений у партії.